# Йован Драгаш
Йован Деянович, так известен как Йован Драгаш (1343—1378) — сербский феодал, правитель (деспот) Куманово, Кочани и Струмицы в Македонии (ок. 1365—1377/1378). Османский вассал после битвы при Марице (1371).

## Биография
Старший сын сербского деспота Деяна Драгаша и Теодоры Неманич, сестры короля Сербии Стефана Уроша Душана. Йован Драгаш был внуком короля Сербии Стефана Дечанского и византийской принцессы Марии Палеолог (ум. 1355).
Его отец управлял областями Куманово, Прешево и Кюстендил. После смерти отца его сыновья Йован и Константин перешли под опеку соседнего феодала Влатко Паскачича, правителя Слависте (район р. Крива-Паланка), вассала Мрнявчевичей. Влатко управлял их землями до тех пор, пока Йован не достиг подросткового возраста.
Около 1365 года Йован Драгаш стал править вместе с матерью и младшим братом Константином в отцовском княжестве. Он получил от своего дяди сербского короля Стефана Уроша V титул деспота, который раньше носил его отец Деян.
Османские источники сообщают, что в 1373 года турецкие войска вынудили сербского правителя Йована (он именуется Саруяром) в Верхней Струме признать вассальную зависимость от Османской империи.
В 1371 году в битве на реке Марице турки-османы разгромили сербское войско под командованием братьев Вукашина Мрнявчевича, короля Прилепа, и Углеши Мрнявчевича, деспота Сереса. Но Йован Драгаш продолжал управлять своими владениями, признав себя вассалом османского султана. Он даже смог расширить свой домен, присоединив к нему земли Йована Оливера (Овче-поле и левый берег Вардара). Йован выпускал собственные монеты, которые были похожи на деньги Вукашина Мрнявчевича.
Он делал пожертвования в церковь Святого Василия в Стипе и монастырь Хиландар на Афоне.
После смерти в 1377/1378 году Йована его титул и владения унаследовал младший брат Константин Деянович (ум. 1395).